# Manon Bollegraf
Manon Maria Bollegraf ('s-Hertogenbosch, 10 april 1964) is een voormalig professioneel tennisspeelster uit Nederland.

## Loopbaan
Bollegraf begon haar beroepscarrière in 1985 en eindigde deze in 2000. Haar hoogste individuele ranglijstpositie op de WTA Tour staat op 9 juli 1990, toen zij de 29e plaats bereikte. In het enkelspel won zij één WTA-toernooi, in Oklahoma in 1989. In haar loopbaan won zij 26 WTA-toernooien in het dubbelspel. Haar hoogste notering op de WTA-ranglijst in het dubbelspel was de vierde plaats op 16 februari 1988.
Zij was lid van het Nederlandse Fed Cup team dat in 1988 de Wereldgroep-finale won van Engeland. In 1997 werd de finale verloren van Frankrijk.
Op de grandslamtoernooien won Bollegraf vier gemengddubbelspeltitels: Roland Garros 1989 en het US Open 1991 samen met de Nederlander Tom Nijssen, alsmede het Australian Open 1997 en het US Open 1997 samen met de Amerikaan Rick Leach.
In 1996 nam zij deel aan de Olympische Spelen in Atlanta, waar zij een vierde plaats behaalde in het vrouwendubbelspel samen met Brenda Schultz.
Van 2006 tot en met 2013 was zij captain van het Nederlandse Fed Cup-team.

## Palmares
| Legenda                |
| ---------------------- |
| Grandslamtoernooi      |
| Olympische Spelen      |
| Year-End Championships |
| Tier I                 |
| Tier II                |
| Tier III               |
| Tier IV & V            |

### WTA-finaleplaatsen enkelspel
| nr.              | finale     | toernooi     | ondergrond    | tegenstandster | score    |         |
| ---------------- | ---------- | ------------ | ------------- | -------------- | -------- | ------- |
| gewonnen finales |            |              |               |                |          |         |
| 1.               | 1989-03-05 | WTA Oklahoma | hardcourt (i) | Leila Meschi   | 6-4, 6-4 | details |
| verloren finales |            |              |               |                |          |         |
| 1.               | 1990-02-25 | WTA Oklahoma | hardcourt (i) | Amy Frazier    | 4-6, 2-6 | details |
| 2.               | 1991-02-17 | WTA Aurora   | tapijt (i)    | Lori McNeil    | 3-6, 4-6 | details |

### WTA-finaleplaatsen vrouwendubbelspel
| nr.              | finale     | toernooi           | ondergrond    | partner             | tegenstandsters                        | score         |         |
| ---------------- | ---------- | ------------------ | ------------- | ------------------- | -------------------------------------- | ------------- | ------- |
| gewonnen finales |            |                    |               |                     |                                        |               |         |
| 01.              | 1988-05-22 | WTA Straatsburg    | gravel        | Nicole Provis       | Jenny Byrne Janine Thompson            | 7-5, 6-7, 6-3 | details |
| 02.              | 1989-02-26 | WTA Wichita        | hardcourt (i) | Lise Gregory        | Sandy Collins Leila Meschi             | 6-2, 7-6      | details |
| 03.              | 1989-07-23 | WTA Brussel        | gravel        | Mercedes Paz        | Carin Bakkum Simone Schilder           | 6-1, 6-2      | details |
| 04.              | 1989-10-22 | WTA Bayonne        | hardcourt (i) | Catherine Tanvier   | Elna Reinach Raffaella Reggi           | 7-6, 7-5      | details |
| 05.              | 1989-11-12 | WTA Nashville      | hardcourt (i) | Meredith McGrath    | Natalia Medvedeva Leila Meschi         | 1-6, 7-6, 7-6 | details |
| 06.              | 1990-02-11 | WTA Wichita        | tapijt (i)    | Meredith McGrath    | Mary-Lou Daniels Wendy White           | 6-0, 6-2      | details |
| 07.              | 1990-10-14 | WTA Zürich         | tapijt (i)    | Eva Pfaff           | Catherine Suire Dianne Van Rensburg    | 7-5, 6-4      | details |
| 08.              | 1991-10-06 | WTA Leipzig        | tapijt (i)    | Isabelle Demongeot  | Jill Hetherington Kathy Rinaldi        | 6-4, 6-3      | details |
| 09.              | 1992-05-10 | WTA Waregem        | gravel        | Caroline Vis        | Olena Brjoechovets Petra Langrová      | 6-4, 6-3      | details |
| 10.              | 1993-03-28 | WTA Houston        | gravel        | Katrina Adams       | Jevgenia Manjoekova Radomira Zrubáková | 6-3, 5-7, 7-6 | details |
| 11.              | 1993-11-07 | WTA Québec         | tapijt (i)    | Katrina Adams       | Katerina Maleeva Nathalie Tauziat      | 6-4, 6-4      | details |
| 12.              | 1993-11-14 | WTA Philadelphia   | tapijt (i)    | Katrina Adams       | Conchita Martínez Larisa Neiland       | 6-2, 4-6, 7-6 | details |
| 13.              | 1994-03-27 | WTA Houston        | gravel        | Martina Navrátilová | Katrina Adams Zina Garrison            | 6-4, 6-2      | details |
| 14.              | 1994-10-09 | WTA Zürich         | tapijt (i)    | Martina Navrátilová | Patty Fendick Meredith McGrath         | 7-6, 6-1      | details |
| 15.              | 1994-10-23 | WTA Brighton       | tapijt (i)    | Larisa Neiland      | Mary Joe Fernandez Jana Novotná        | 4-6, 6-2, 6-3 | details |
| 16.              | 1995-04-02 | WTA Hilton Head    | gravel        | Nicole Arendt       | Gigi Fernández Natallja Zverava        | 0-6, 6-3, 6-4 | details |
| 17.              | 1995-04-16 | WTA Houston        | gravel        | Nicole Arendt       | Wiltrud Probst Rene Simpson            | 6-4, 6-2      | details |
| 18.              | 1995-06-18 | WTA Birmingham     | gras          | Rennae Stubbs       | Nicole Bradtke Kristine Radford        | 3-6, 6-4, 6-4 | details |
| 19.              | 1995-10-08 | WTA Zürich         | tapijt (i)    | Nicole Arendt       | Chanda Rubin Caroline Vis              | 6-4, 6-7, 6-4 | details |
| 20.              | 1995-11-05 | WTA Québec         | tapijt (i)    | Nicole Arendt       | Lisa Raymond Rennae Stubbs             | 7-6, 4-6, 6-2 | details |
| 21.              | 1996-03-03 | WTA Linz           | tapijt (i)    | Meredith McGrath    | Rennae Stubbs Helena Suková            | 6-4, 6-4      | details |
| 22.              | 1996-05-26 | WTA Edinburgh      | gravel        | Nicole Arendt       | Gigi Fernández Natallja Zverava        | 6-3, 2-6, 7-6 | details |
| 23.              | 1997-02-23 | WTA Hannover       | tapijt (i)    | Nicole Arendt       | Larisa Neiland Brenda Schultz          | 4-6, 6-3, 7-6 | details |
| 24.              | 1997-05-11 | WTA Rome           | gravel        | Nicole Arendt       | Conchita Martínez Patricia Tarabini    | 6-2, 6-4      | details |
| 25.              | 1997-05-27 | WTA Edinburgh      | gravel        | Nicole Arendt       | Rachel McQuillan Nana Miyagi           | 6-1, 3-6, 7-5 | details |
| 26.              | 1997-08-24 | WTA Stone Mountain | hardcourt     | Nicole Arendt       | Alexandra Fusai Nathalie Tauziat       | 6-7, 6-3, 6-2 | details |
| verloren finales |            |                    |               |                     |                                        |               |         |
| 01.              | 1986-12-08 | WTA Buenos Aires   | gravel        | Nicole Jagerman     | Lori McNeil Mercedes Paz               | 1-6, 6-2, 1-6 | details |
| 02.              | 1989-05-14 | WTA Rome           | gravel        | Mercedes Paz        | Elizabeth Smylie Janine Thompson       | 4-6, 3-6      | details |
| 03.              | 1990-02-25 | WTA Oklahoma       | hardcourt (i) | Lise Gregory        | Mary-Lou Daniels Wendy White           | 5-7, 2-7      | details |
| 04.              | 1990-09-16 | WTA Orlando        | tapijt (i)    | Meredith McGrath    | Larisa Neiland Natallja Zverava        | 4-6, 1-6      | details |
| 05.              | 1990-09-30 | WTA Leipzig        | tapijt (i)    | Jo Durie            | Lise Gregory Gretchen Magers           | 2-6, 6-4, 3-6 | details |
| 06.              | 1991-05-26 | WTA Straatsburg    | gravel        | Mercedes Paz        | Lori McNeil Stephanie Rehe             | 7-6, 4-6, 4-6 | details |
| 07.              | 1992-01-05 | WTA Brisbane       | hardcourt     | Nicole Provis       | Jana Novotná Larisa Neiland            | 4-6, 3-6      | details |
| 08.              | 1992-02-23 | WTA Oklahoma       | hardcourt (i) | Katrina Adams       | Lori McNeil Nicole Provis              | 6-3, 4-6, 6-7 | details |
| 09.              | 1992-05-03 | WTA Hamburg        | gravel        | Arantxa Sánchez     | Steffi Graf Rennae Stubbs              | 6-4, 3-6, 4-6 | details |
| 10.              | 1993-02-21 | WTA Oklahoma       | hardcourt (i) | Katrina Adams       | Patty Fendick Zina Garrison            | 3-6, 2-6      | details |
| 11.              | 1993-04-04 | WTA Hilton Head    | gravel        | Katrina Adams       | Gigi Fernández Natallja Zverava        | 3-6, 1-6      | details |
| 12.              | 1994-02-06 | WTA Tokio          | tapijt (i)    | Martina Navrátilová | Pam Shriver Elizabeth Smylie           | 3-6, 6-3, 6-7 | details |
| 13.              | 1994-02-13 | WTA Chicago        | tapijt (i)    | Martina Navrátilová | Gigi Fernández Natallja Zverava        | 3-6, 6-3, 4-6 | details |
| 14.              | 1994-02-20 | WTA Oklahoma       | hardcourt (i) | Katrina Adams       | Patty Fendick Meredith McGrath         | 6-7, 2-6      | details |
| 15.              | 1994-02-27 | WTA Indian Wells   | hardcourt     | Helena Suková       | Lindsay Davenport Lisa Raymond         | 2-6, 4-6      | details |
| 16.              | 1994-03-06 | WTA Delray Beach   | hardcourt     | Helena Suková       | Jana Novotná Arantxa Sánchez           | 2-6, 0-6      | details |
| 17.              | 1994-10-02 | WTA Leipzig        | tapijt (i)    | Larisa Neiland      | Patty Fendick Meredith McGrath         | 4-6, 4-6      | details |
| 18.              | 1994-10-16 | WTA Filderstadt    | hardcourt (i) | Larisa Neiland      | Gigi Fernández Natallja Zverava        | 6-7, 4-6      | details |
| 19.              | 1995-01-14 | WTA Hobart         | hardcourt     | Larisa Neiland      | Kyōko Nagatsuka Ai Sugiyama            | 6-2, 4-6, 2-6 | details |
| 20.              | 1995-02-19 | WTA Parijs         | tapijt (i)    | Rennae Stubbs       | Meredith McGrath Larisa Neiland        | 4-6, 1-6      | details |
| 21.              | 1995-04-09 | WTA Amelia Island  | gravel        | Nicole Arendt       | Amanda Coetzer Inés Gorrochategui      | 2-6, 6-3, 2-6 | details |
| 22.              | 1995-05-30 | WTA Edinburgh      | gravel        | Rennae Stubbs       | Meredith McGrath Larisa Neiland        | 2-6, 6-7      | details |
| 23.              | 1997-04-13 | WTA Amelia Island  | gravel        | Nicole Arendt       | Lindsay Davenport Jana Novotná         | 3-6, 0-6      | details |
| 24.              | 1997-06-22 | WTA Eastbourne     | gras          | Nicole Arendt       | Lori McNeil Helena Suková              | regen         | details |
| 25.              | 1997-07-06 | Wimbledon          | gras          | Nicole Arendt       | Gigi Fernández Natallja Zverava        | 6-7, 4-6      | details |
| 26.              | 1997-08-17 | WTA Toronto        | hardcourt     | Nicole Arendt       | Yayuk Basuki Caroline Vis              | 6-3, 5-7, 4-6 | details |
| 27.              | 1998-11-08 | WTA Leipzig        | tapijt (i)    | Irina Spîrlea       | Jelena Lichovtseva Ai Sugiyama         | 3-6, 7-6, 1-6 | details |
| 28.              | 2000-04-02 | WTA Miami          | hardcourt     | Nicole Arendt       | Julie Halard-Decugis Ai Sugiyama       | 6-4, 5-7, 4-6 | details |
| 29.              | 2000-05-07 | WTA Hamburg        | gravel        | Nicole Arendt       | Anna Koernikova Natallja Zverava       | 7-6, 2-6, 4-6 | details |
| 30.              | 2000-11-19 | WTA Championships  | tapijt (i)    | Nicole Arendt       | Martina Hingis Anna Koernikova         | 2-6, 3-6      | details |

### Finaleplaatsen gemengd dubbelspel
| nr.              | finale     | toernooi        | ondergrond | partner     | tegenstanders                        | score         |         |
| ---------------- | ---------- | --------------- | ---------- | ----------- | ------------------------------------ | ------------- | ------- |
| gewonnen finales |            |                 |            |             |                                      |               |         |
| 1.               | 1989-06-11 | Roland Garros   | gravel     | Tom Nijssen | Arantxa Sánchez Horacio de la Peña   | 6-3, 6-7, 6-2 | details |
| 2.               | 1991-09-08 | US Open         | hardcourt  | Tom Nijssen | Arantxa Sánchez Emilio Sánchez       | 6-2, 7-6      | details |
| 3.               | 1997-01-26 | Australian Open | hardcourt  | Rick Leach  | Larisa Neiland John-Laffnie de Jager | 6-3, 6-7, 7-5 | details |
| 4.               | 1997-09-07 | US Open         | hardcourt  | Rick Leach  | Mercedes Paz Pablo Albano            | 3-6, 7-5, 7-6 | details |
| verloren finales |            |                 |            |             |                                      |               |         |
| 1.               | 1993-07-04 | Wimbledon       | gras       | Tom Nijssen | Martina Navrátilová Mark Woodforde   | 3-6, 4-6      | details |
| 2.               | 1996-09-08 | US Open         | hardcourt  | Rick Leach  | Lisa Raymond Patrick Galbraith       | 6-7, 6-7      | details |

## Resultaten grandslamtoernooien
| Legenda | Legenda                          |
| ------- | -------------------------------- |
| g.t.    | geen toernooi gehouden           |
| l.c.    | lagere categorie                 |
| –       | niet deelgenomen                 |
| G       | uitgeschakeld in de groepsfase   |
| 1R      | uitgeschakeld in de eerste ronde |
| 2R      | uitgeschakeld in de tweede ronde |
| 3R      | uitgeschakeld in de derde ronde  |
| 4R      | uitgeschakeld in de vierde ronde |
| KF      | uitgeschakeld in de kwartfinale  |
| HF      | uitgeschakeld in de halve finale |
| F       | de finale verloren               |
| W       | het toernooi gewonnen            |
| w-v     | winst/verlies-balans             |

### Enkelspel
| Toernooi        | 1987 | 1988 | 1989 | 1990 | 1991 | 1992 | 1993 | 1994 | 1995 |
| --------------- | ---- | ---- | ---- | ---- | ---- | ---- | ---- | ---- | ---- |
| Australian Open | 2R   | 2R   | 3R   | 2R   | 1R   | 1R   | 1R   | 1R   | 2R   |
| Roland Garros   | 2R   | 1R   | 3R   | 1R   | 1R   | KF   | 1R   | 1R   | –    |
| Wimbledon       | –    | 2R   | 1R   | 1R   | 3R   | 2R   | 1R   | 1R   | –    |
| US Open         | –    | 2R   | 2R   | 2R   | 1R   | –    | 1R   | 1R   | 2R   |

### Vrouwendubbelspel
| Toernooi        | 1987 | 1988 | 1989 | 1990 | 1991 | 1992 | 1993 | 1994 | 1995 | 1996 | 1997 | 1998 | 1999 | 2000 |
| --------------- | ---- | ---- | ---- | ---- | ---- | ---- | ---- | ---- | ---- | ---- | ---- | ---- | ---- | ---- |
| Australian Open | 2R   | KF   | 2R   | 1R   | KF   | KF   | 3R   | KF   | HF   | HF   | KF   | KF   | KF   | –    |
| Roland Garros   | 1R   | 2R   | 2R   | 3R   | 3R   | KF   | KF   | 3R   | 3R   | KF   | KF   | 3R   | 2R   | 3R   |
| Wimbledon       | 2R   | 3R   | 3R   | 1R   | KF   | 3R   | 1R   | HF   | 3R   | 3R   | F    | 3R   | KF   | 2R   |
| US Open         | –    | 1R   | 2R   | 3R   | KF   | –    | 3R   | KF   | 2R   | KF   | HF   | 2R   | KF   | 1R   |

### Gemengd dubbelspel
| Toernooi        | 1988 | 1989 | 1990 | 1991 | 1992 | 1993 | 1994 | 1995 | 1996 | 1997 | 1998 | 1999 | 2000 |
| --------------- | ---- | ---- | ---- | ---- | ---- | ---- | ---- | ---- | ---- | ---- | ---- | ---- | ---- |
| Australian Open | –    | HF   | –    | 1R   | 2R   | 2R   | 2R   | 1R   | 2R   | W    | 1R   | HF   | –    |
| Roland Garros   | HF   | W    | 2R   | 1R   | HF   | 3R   | 2R   | 2R   | HF   | HF   | KF   | 2R   | 2R   |
| Wimbledon       | 1R   | 3R   | 3R   | 2R   | HF   | F    | 1R   | 1R   | 1R   | KF   | 1R   | 3R   | KF   |
| US Open         | –    | HF   | KF   | W    | –    | KF   | 1R   | 1R   | F    | W    | 1R   | 1R   | –    |